# Сибилина песма
Сибилина песма (кат. El Cant de la Sibil·la) је литургијска драма и грегоријанско појање, чији стихови садрже пророчанство које описује Апокалипсу, а које се изводи у црквама на Мајорци (Балеарска острва, Шпанија) и Алгеру (Сардинија, Италија), и неким каталонским црквама, на каталонском језику на Бадње вече скоро непрекидно од средњег века. УНЕСКО га је 16. новембра 2010. прогласио ремек - делом усмене и нематеријалне баштине човечанства. Обред укључује све црквене парохије на Мајорци са старим и младим генерацијама које раде раме уз раме као певачи, костимографи, слављеници и други помагачи, чиме се обезбеђује његово преношење.

## Верзије
Постоји неколико верзија, које се разликују по тексту и музици.
- Латинска Сибила, од 10. до 11. века, која садржи фрагменте Божје државе (De civitate Dei) (XVIII, 23) Светог Августина
- Провансалска Сибила, из 13. века, која одражава утицај трубадурске поезије
- Каталонска Сибила. Најновија и највише украшена верзија. Укључује популарне традиције Балеарских острва. Рефрен ове верзије понекад је написан за три или четири гласа.

## Порекло
Аутор песме Сибиле је непознат. Пророчанство је први пут забележио епископ Јевсевије Кесарејски као акростих на грчком, а касније га је свети Августин превео у Божја држава на латинском. Поново се појавила у 10. веку у различитим локацијама широм Каталоније, Италије, Кастиље и Француске у проповеди Contra judeos, касније убачена у читању шесте лекције другог ноктурна јутрења и изведена је као саставни део литургије.
Ово појање је првобитно певано на латинском и под именом Judicii Signum, али од 13. века па надаље налазе се верзије на каталонском језику.
Ове прве каталонске верзије Judici Signum нису директно преведене са латинског. Уместо тога, сви они потичу из претходне адаптације у окситански језик, што доказује огромну популарност коју је ова песма морала имати у прошлости.
Међу каталонским текстовима који потичу из овог заједничког корена, постоји Кодекс из 14. века који се чува у Архиву Мајорканске бискупије, који је поново откривен 1908. године. Усмени пренос и недостатак писаних скрипти довели су до тога да су различити стари текстови на народном језику претрпели многе измене током времена, што је довело до различитих верзија.
Песма Сибиле је скоро потпуно напуштена широм Европе након што је Тридентски сабор (одржан на 25 седница од 1545. до 1563) прогласио њено извођење забрањеним. Ипак, обновљена је на Мајорки већ 1575.

## Музика

### Оригинална мусика
Првобитно је Песма Сибиле певана у грегоријанској мелодији и, као што се може видети у претходно поменутом кодексу, музичка пратња која се свирала на Мајорки, са изузетком неких варијација, била је иста која је документована и на другим местима широм Пиринејског полуострва. Данас се не може утврдити када је на ову грегоријанску мелодију певана Песма Сибиле, али највероватније до 16. или 17. века. Усмени пренос песме изазвао је, као и са текстом, рађање различитих варијација и модела. Интересовање које је овај напев изазвао код раних музиколога и фолклориста 19. века довело је до транскрипције различитих познатих верзија песме. Верзије које се још увек репродукују узимају ове транскрипције као модел.
У ренесанси су грегоријанску мелодију песме различити композитори постављали на полифонијску музику, што је била уобичајена пракса у том периоду. Два од ових дела, оба за четири гласа, могу се наћи у Cancionero de la Colombina, шпанском рукопису из друге половине 15. века. Текст у њима је скраћена верзија песме, на кастиљанском језику.

### Данашње извођење
Песму је првобитно певао презвитер, иако је ову фигуру касније заменио дечак. Иако песму треба да пева жена Сибила (пророчица), много векова женама није било дозвољено да певају у цркви.
Данас, у већини храмова у којима се песма тумачи, још увек је пева дечак, иако је у неким случајевима пева или девојчица или жена. У извођењу певач одлази до олтара у пратњи два или више олтарских дечака носећи воштане свеће. Кад тамо стигне, певач поздравља распеће, окреће се и почиње песму. Песма се пева а капела и соло гласом. У неким црквама се између једног и другог стиха уводи оргуљска музика или модерни хорски делови.
Костим који се користи за извођење песме прилично је сличан у свим црквама (бар око Мајорке) где се изводи. Састоји се од беле или обојене тунике, понекад извезене око врата и руба, и обично, огртача (који се понекад замењује другом туником). Глава је прекривена капом исте боје. Певач у рукама држи мач, који се држи усправно током целе песме. Када се песма заврши, певач исцртава мачем крст у ваздуху, поново се окреће према распећу, обично се поклони, а затим га исти дечаци одводе од олтара.
Данас је извођач или дечак или девојчица, а све више места у свету који говори каталонски поново преузима традицију, тако да ће се 2010. изводити не само у већини општина на Мајорци и у Алгеру (Сардинија), али и у следећим општинама Каталоније и Валенсијанске Заједнице: Барселона (у 3 различите цркве), Гандија, Љеида, Онтинијенте, Суека, Вик и друге.
Лик Сибиле представља пророчице чије су се пророчанске књиге консултовале у старом свету да би се упознала будућност заједнице. Хришћанство је усвојило ову фигуру и уврстило је у још један елемент божићне литургије. Сваког Бадњег дана Песма Сибиле се чује у практично свим општинама острва Мајорке, а најпосећеније и највеће се одржавају у манастиру Лук и у катедрали у Палми.

## Текст
Песма почиње уводом, чија се мелодија разликује од остатка песме. На неким наступима песма се и завршава уводном мелодијом.
Текст није стандардни, већ касносредњовековни каталонски. Неки стихови приписују се мајорканском писцу из 14. века, Анселму Турмеди, који је на каталонски превео Judicii Signum (Књига коначне пресуде), на којој је композиција заснована.

### Књиге
- Francesc Vicens: El cant de la Sibil·la a Mallorca Архивирано на веб-сајту  (12. децембар 2005)
- Maricarmen Gómez Muntané: El Canto de la Sibila I. León y Castilla II. Cataluña y Baleares. Alpuerto. Madrid. 1996-1997 ( 84-381-0256-5)  ( 84-381-0300-6)
- La Sibila. Sonido. Imagen. Liturgia. Escena. Maricarmen Gómez & Eduardo Carrero. Alpuerto. Madrid. 2015 ( 978-84-381-0489-7)
- Sadurní Martí: "El viaje textual de la Sibila, entre Occitania y Cataluña", en El Juicio Final: Sonido. Imagen. Liturgia. Escena, ed. Maricarmen Gómez Muntané. Madrid: Alpuerto, 2017, p. 217-249. ( 978-84-381-0500-9).

### Веб странице
- The Song of the Sibyl at the romanesque wall paintings of the St. Roman Church of Toledo (Spain, s.XIII) (Spanish)
- Webs about the Sibyl Chant - in Catalan Архивирано на веб-сајту  (24. јануар 2007)
- The Sibyl Chant - Catalan Архивирано на веб-сајту  (17. октобар 2021)
- Declaration of Inmaterial Good of Cultural Interest - Annexus - Spanish Ministry of Commerce, Tourism, and Industry - Spanish

### Видео
- The Song of the Sibyl at the Cathedral of Majorca in 2007
- The Song of the Sibyl at the Cathedral of Mallorca in 2009
- The Song of the Sibyl at the church of Cala Rajada, on Mallorca, sung by an adult here: Bàrbara Femenies, with Antònia Gomis on the organ, 2007.
- The Song of the Sibyl, Santa Maria del Mar, Barcelona, December 24th, 2009
- The Song of the Sibyl at the Cathedral of Valencia in 2017